# Желтухинский (Рязанская область)
Желтухинский — посёлок в Скопинском районе Рязанской области. Входит в состав Шелемишевского сельского поселения.
Постоянное население — 1331 чел. (2010).

## История
Населённый пункт образован в 1950-х гг. на бывших колхозных полях. Наименование получил от расположенных неподалёку села Желтухино, название которого, в свою очередь, происходит от фамилии землевладельца Фёдора Желтухина, и железнодорожной станции с тем же названием. С 1937 года по 1956 год территория посёлка входила в Желтухинский район (районным центром являлось село Шелемишево). Назывался посёлок Центрального Отделения совхоза «Желтухинский». В 2010 году на основании представления Рязанской областной Думы постановлением Правительства РФ обрёл современное название.

## Население
| 2010 |
| ---- |
| 1331 |

## Географическое положение
Посёлок расположен в восточной части Скопинского района Рязанской области в 0,5 км от трассы E 119 M6 Каспий. Восточнее (в 1 км.) находится деревня Кузьминка, южнее (в 2 км.) — деревня Дегтярка, севернее (в 1 км.) — железнодорожная станция «Желтухино» участка Узловая — Ряжск.

## Органы власти
Захаров Роман Анатольевич - глава сельского поселения.

## Образование и культура
- Детский сад;

Дом культуры посёлка Желтухинский

Магазин посёлка Желтухинский

- Средняя общеобразовательная школа;
- Дом культуры.

## Транспорт
Посёлок Желтухинский связан постоянными автобусными маршрутами со Скопином и Ряжском.
Также вблизи населённого пункта проходит федеральная автомобильная дорога:
- E 119 M6 Москва — Тамбов — Волгоград — Астрахань.

Севернее проходит железная дорога Узловая — Ряжск, имеется железнодорожная станция с грузовым и пассажирским сообщением.

## Экология
Территория населённого пункта подверглась радиоактивному загрязнению вследствие аварии на Чернобыльской АЭС. Посёлок Желтухинский является зоной проживания с льготным социально-экономическим статусом.

## Интересные факты
- В 4-х километрах юго-восточнее в деревне Шелемишевские Хутора располагается военная часть № 86741, а также 97-й арсенал Главного ракетно-артиллерийского управления;
- В ноябре 2012 года впервые в Рязанской области по проходящей неподалёку железной дороге по маршруту «Павелец-Желтухино» был пущен рельсовый автобус[7].